# Eleccions legislatives daneses de 1998
Les eleccions legislatives daneses de 1998 se celebraren l'11 de març de 1998. Guanyaren novament els socialdemòcrates i continuà formant govern Poul Nyrup Rasmussen. Apareix amb força el Partit Popular Danès com a força de dreta radical.
| Partit                      | Líder                | Vots           | %              | Escons         | +/-            |                |
| --------------------------- | -------------------- | -------------- | -------------- | -------------- | -------------- | -------------- |
| Socialdemokratiet           | Poul Nyrup Rasmussen | 1,223,620      | 35.9           | 63             | +1             |                |
| Venstre                     | Uffe Ellemann-Jensen | 817,894        | 24.0           | 42             | -              |                |
| Det Konservative Folkeparti | Per Stig Møller      | 303,665        | 8.9            | 16             | -11            |                |
| Dansk Folkeparti            | Pia Kjærsgaard       | 252,429        | 7.4            | 13             | nou            |                |
| Socialistisk Folkeparti     | Holger K. Nielsen    | 257,406        | 7.6            | 13             | -              |                |
| Centrum-Demokraterne        | Mimi Jakobsen        | 146,802        | 4.3            | 8              | +3             |                |
| Det Radikale Venstre        | Marianne Jelved      | 131,254        | 3.9            | 7              | -1             |                |
| Enhedslisten                |                      | 91,933         | 2.7            | 5              | -1             |                |
| Kristeligt Folkeparti       | Jann Sjursen         | 85,656         | 2.5            | 4              | +4             |                |
| Fremskridtspartiet          | Aage Brusgaard       | 82,437         | 2.4            | 4              | -7             |                |
| Demokratisk Fornyelse (U)   | Christian Bundgaard  | 10,768         | 0.3            | 0              | -              |                |
| Altres partits              |                      | 1.833          | 0              | 0              | -              |                |
| Participació                | Participació         | 86,0%          | 86,0%          | 86,0%          | 86,0%          | 86,0%          |
| Font                        | Font                 | Folketinget.dk | Folketinget.dk | Folketinget.dk | Folketinget.dk | Folketinget.dk |